# Srednja zdravstvena in kozmetična šola Maribor
Srednja zdravstvena in kozmetična šola Maribor (SZKŠ Maribor) je srednja šola v Mariboru. Na šoli se izobražujejo dijaki na programih bolničar-negovalec, zdravstvena nega in kozmetični tehnik, šola pa nudi tudi izobraževanje odraslih na teh programih.